# 水湳里 (臺中市)
水湳里為台中市北屯區的一個里，為臺灣日治時期先後為捒東下堡水湳及北屯水湳大字的一部份。

## 景點
- 水湳里福德宮
- 水湳市場
- 水湳里百年煙樓

## 交通
主要道路
- 中清路
- 大鵬路
- 四平路

大眾運輸
- 公共汽車